# Копштейн Арон Йосипович
Аро́н Йо́сипович Копште́йн (* 5 (18) березня 1915, м. Очаків, тепер Миколаївської області —† 4 березня 1940, Суоярві) — український радянський україномовний поет та журналіст єврейського походження.

## Життєпис
Народився в єврейській родині шкільного вчителя в м. Очакові (нині Миколаївська обл.). У 5-тирічному віці залишився сиротою, став вихованцем дитбудинку, спочатку херсонського, а потім в Будах поблизу Харкова.
З підліткових років Арон Копштейн розпочав «доросле» життя: закінчив ремісниче училище, працював на заводі ім. Петровського: — учнем токаря, після того гартівником у ремонтно-інструментальному цеху, співробітничав як робкор із заводською багатотиражкою, входив до складу заводської літературної філії «Молодняка».

## Творчість
Тоді ж, в Херсоні, він починає писати, захоплюється поезією, бере участь підготовці й створенні рукописного часопису «Горн», друкує вірші у заводській газеті.
У 1930 приїжджає до Харкова й привозить із собою низку поезій. Він мріє про літературну діяльність, про поетичне життя, про творчість і повну самовіддачу в творчості.
На початку 30-их років його вірші починають з'являтися у пресі, в часописах. На юного поета звертають увагу помітні у той час письменники — І. Кулик, П. Усенко, Л. Первомайський, С. Крижанівський.
1931 року, коли А. Копштейну було шістнадцять, він переїжджає до столиці України. У Харкові юний поет активно включається у літературний процес.
Перша книжка поезій «Хочемо, прагнемо, можемо» вийшла у 1933 році.
Член СП СРСР з 1934 року.
У 1937 році призваний в армію. Служив у танковому дивізіоні на Далекому Сході.
Восени 1939 року вступив до Літературного інституту імені О. М. Горького одночасно із відомими потім С. Наровчатовим, М. Луконіним, Є. Долматовським.
У 1940, навчаючись на першому курсі, він, як і багато інших студентів, пішов у складі комсомольського лижного батальйону добровольцем на фінський фронт.
Загинув 4 березня 1940 року в районі Суоярві Петрозаводського напрямку, рятуючи пораненого друга, поета Миколу Отраду. Обидва були вбиті.

## Твори
- «Хочемо, прагнемо, можемо» (1933)
- «Розмова» (1934)
- «Зростання» (1935)
- «Вулиця Щорса» (1936)
- П'ятисотенниці, виховані комсомолом : нариси / А. Копштейн. – Київ: Молодий Більшовик, 1936. – 62, [1] c. http://irbis-nbuv.gov.ua/ulib/item/ukr0000029437
- «Джерело» (1937)
- «Держава сонця» (1938)
- «Радостный берег» (1939, у російському перекладі)
- «Синє море» (1941)
- «Вибрані твори» (1941)
- «Поезії» (1955, 1966)

Також перекладав твори поетів Грузії, Білорусі, та з єврейської мови на українську.